# Рядовка мыльная
Рядо́вка мы́льная (лат. Tricholoma saponaceum) — вид грибов, включённый в род Рядовка (Tricholoma) семейства Рядовковые (Tricholomataceae).

## Описание
Шляпка 3—12 см в диаметре, коническо-выпуклой, затем выпуклой и плоско-выпуклой формы, с широким бугорком в центре, голая и гладкая, по краю иногда волокнистая. Окраска разнообразная, оливково-зелёного или оливково-бурого цвета, в центре иногда красновато-коричневая, по краю часто бледная, желтоватая.
Мякоть белого или желтоватого цвета, плотная, на воздухе становится красноватой или винно-красной, с сильным фруктово-мыльным запахом и неприятным вкусом.
Гименофор пластинчатый, пластинки выемчато-приросшие, довольно редко расположенные, зеленовато-жёлтого цвета, с возрастом иногда покрывающиеся сиреневатыми пятнами, с неровным краем.
Ножка 6—12 см длиной и 1—5 см толщиной, цилиндрическая, веретеновидная или расширенная к основанию, беловатая или зеленовато-жёлтая, с возрастом иногда покрывающаяся красноватыми пятнами.
Споровый порошок белого цвета. Споры 4—6,5×3—4,5 мкм, широкоэллиптической формы, по 4 на базидиях. Кутикула шляпки — кутис.
Гриб считается несъедобным из-за неприятного вкуса.

## Экология
Рядовка мыльная — микоризообразователь, произрастающий как в хвойных, так и в широколиственных лесах под сосной, дубом, буком и елью.

## Сходные виды
Рядовка мыльная — очень полиморфный вид, для которого описано несколько форм и разновидностей. К ней близка Tricholoma sudum (Fr.) Quél., 1873, отличающаяся отсутствием оливкового оттенка и мучным запахом.

## Таксономия

### Синонимы
- Agaricus saponaceus Fr., 1818basionym
- Gyrophila saponacea (Fr.) Quél., 1886
- Tricholoma moserianum Bon, 1990